# UNITER 1997-1998
Ediția a VII-a a Premiilor UNITER a avut loc în 1998 la Teatrul Național din București.

## Nominalizări și câștigători

### Cea mai bună piesă românească a anului 1997
- T/Țara mea de Radu Macrinici – spectacol început și neterminat la Theatrum Mundi București[1]